# Port lotniczy Faro (Kanada)
Port lotniczy Faro (IATA: ZFA, ICAO: CZFA) – regionalny port lotniczy położony w Faro, w prowincji Jukon, w Kanadzie.

## Drogi startowe i operacje lotnicze
Operacje lotnicze wykonywane są ze żwirowo-szutrowej drogi startowej:
- RWY 09/27, 1218 × 30 m